# Germania (Schiff, 1958)
Die Germania war ein deutsches Fahrgastschiff.

## Geschichte
Das Schiff wurde 1958 auf der Schiffswerft Schmidt in Oberkassel gebaut und war jahrzehntelang unter dem Namen Germania mit Heimathafen Heidelberg auf dem Neckar im Einsatz. Laut Günter Benja gehörte es im Jahr 1975 noch zur Personenschiffahrt Gebr. Bossler, konnte eine Geschwindigkeit von 20 km/h erreichen und war für die Beförderung von 300 Personen zugelassen. Zu Schuberts Zeiten fuhr die Germania für die Rhein-Neckar-Fahrgastschiffahrt GmbH und durfte noch 250 Personen befördern.
Im Jahr 2018 wurde bekannt, dass das Schiff nach Berlin verkauft worden war und dort als Restaurantschiff eingesetzt werden sollte. Es wurde 2018 überführt und danach in Köpenick umgebaut. Das Schiff sollte als Fischrestaurant Marti im Tempelhofer Hafen genutzt werden. Im Vorfeld gab es allerdings einige Aufregung um das Vorgängerschiff, einen alten Kutter, der noch den Platz belegte, an dem das neue Restaurantschiff festgemacht werden sollte, und für den noch kein Abnehmer gefunden worden war.

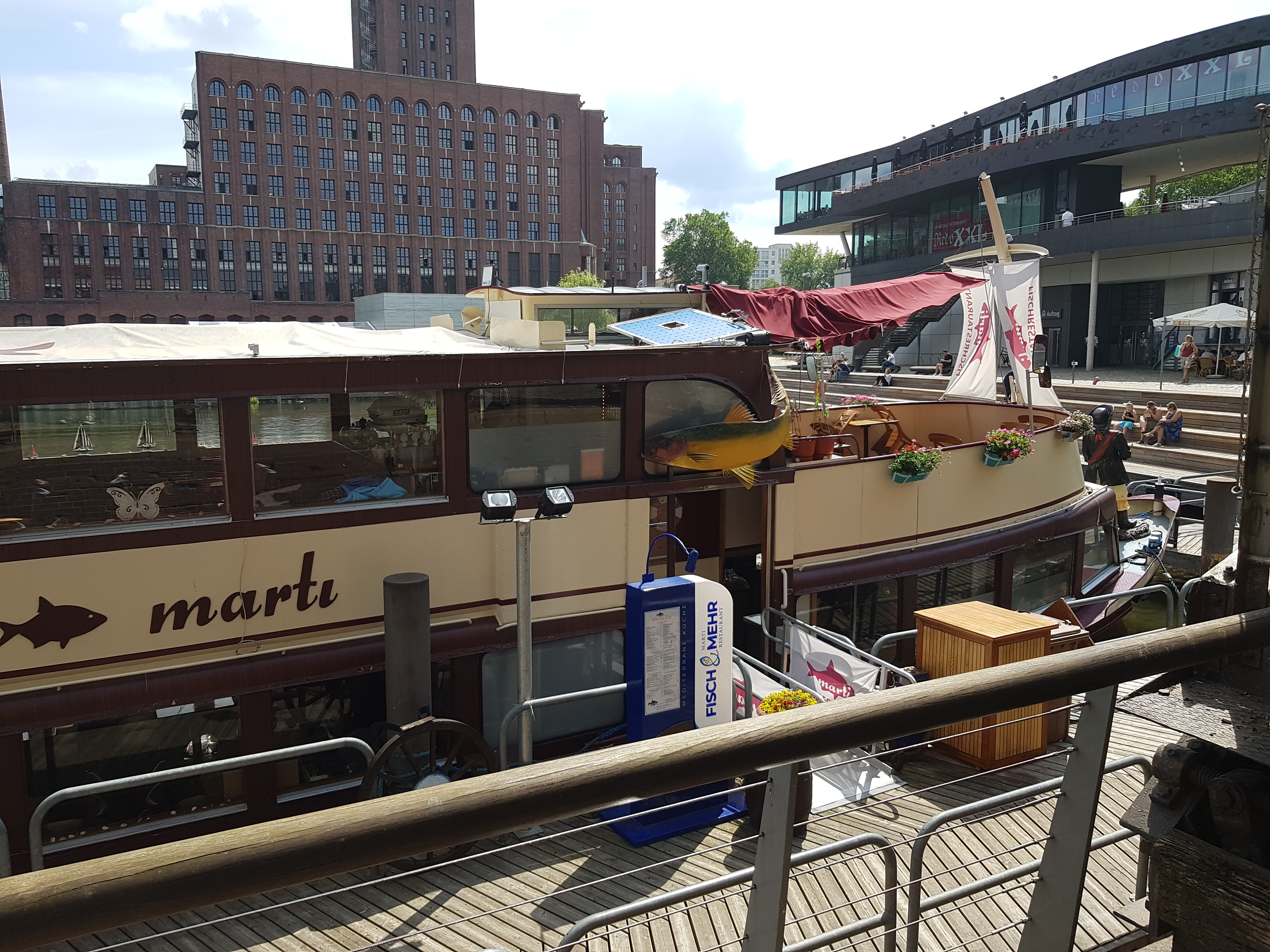
2021 als Restaurantschiff in Berlin

Im Februar 2021 drohte das neue Restaurantschiff, das mittlerweile den Liegeplatz beim Tempelhofer Damm 227 eingenommen hatte, wegen einer geplatzten Frischwasserleitung mit Wasser vollzulaufen und zu sinken. Die Feuerwehr konnte dies aber verhindern. Sie pumpte acht Kubikmeter Wasser aus dem Schiff.
Die 1958 gebaute Germania ist nicht mit der ehemaligen Dorothea Epple zu verwechseln, die ein Jahr früher auf derselben Bauwerft hergestellt und 1964 auf den Namen Germania umgetauft wurde. Die beiden Schiffe sahen einander sehr ähnlich.